# Tvedebrink
Navnet Tvedebrink stammer fra gården Tvedebring på Sydsjælland. Navnet blev tilkøbt som familieefternavn, men altså med "k" som endelsesbogstav.
I 2009 var der 27 personer i Danmark med efternavnet Tvedebrink (Kilde, Danmarks Statistik).
| Slægtsnavne | Spire Denne artikel om et slægtsnavn er en spire som bør udbygges. Du er velkommen til at hjælpe Wikipedia ved at udvide den. |